# Couvertine
 (juin 2021).

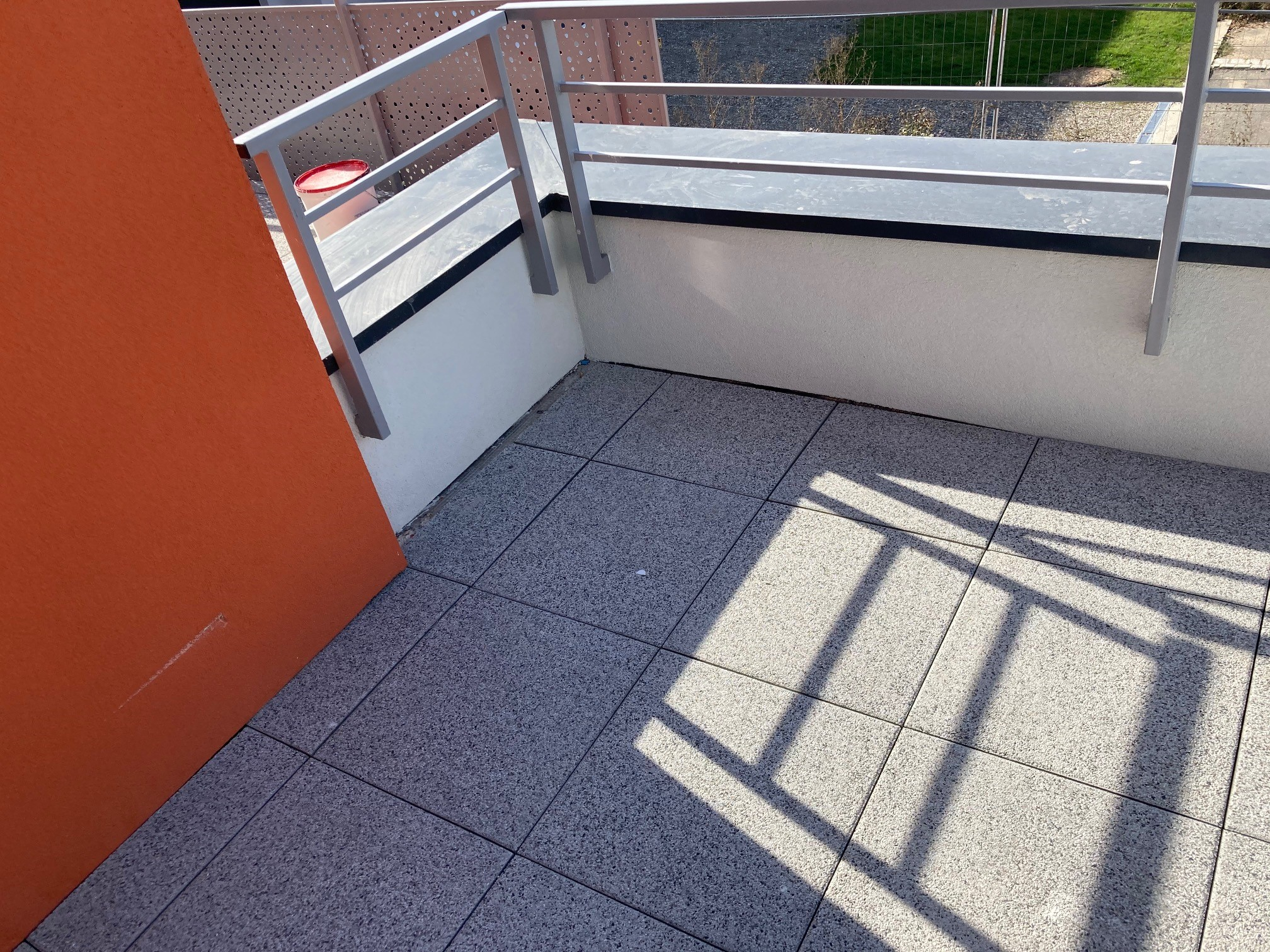
Couvertine en périphérie de terrasse

Une couvertine  est un élément de protection et d'étanchéité de la partie supérieure d'un muret ou d'un acrotère. Elle peut être en pierre, en terre cuite, en acier laqué, en zinc, en cuivre, en aluminium, en bitume ou en plomb. Elle est également appelée « couvre-mur ».
Une couvertine est un matériau de construction d’un mur. Elle est placée au sommet d’un mur ou d’un muret. Sa fonction est de protéger le mur contre les intrusions d’eau par le sommet du mur. L’eau endommage les constructions maçonnées. La couvertine se doit donc d’être étanche à l’eau pour protéger de la pluie. En cas de précipitations, la pluie ou la neige mouillent la tête du mur. Des particules résident généralement à cet endroit. Le lessivage par les pluies va entraîner ces saletés qui vont alors couler le long du mur et peuvent alors tacher et salir le mur.
L‘eau qui coule sur la couvertine retombe à distance du mur, ce qui limite l'encrassement du mur. Le débord doit être au moins 2 cm.
Enfin la couvertine est un élément qui réalise la bonne finition esthétique du mur. Une bonne couvertine a donc trois fonctions :
- l’étanchéité du sommet du mur ;
- fonction goutte d’eau contre l’encrassement ;
- esthétique.

La forme de la couvertine peut être plate, bombée, avec un pan à une pente ou à deux pans symétriques.
Les matériaux sont la pierre naturelle, la pierre reconstituée, le ciment, la brique naturelle ou reconstituée, la terre cuite, le zinc et l'aluminium peint.
Pour ce qui est de la couleur de la couvertine, on trouve le gris, le rouge, le zinc, le métal alu peint et tous les couleurs RAL.
Généralement, les couvertines minérales sont collées au ciment ou mortier colle lors de la réalisation du mur. Ce type de colle est constitué par des liants hydrauliques qui polymérisent et sèchent au contact de l’air. On peut aussi opter pour un mortier-joint qui sert aussi au dallage. Ces mortiers à base de ciment et de sable sont plus souples et résistent mieux à la dilatation.